# Las locas aventuras de Rabbi Jacob
Las aventuras de Rabbi Jacob (Les Aventures de Rabbi Jacob) es una película cómica franco-italiana dirigida por Gérard Oury en 1973.

## Sinopsis
En Brooklyn (Nueva York) el conocido rabino Jacob y su secretario rabbi Samuel están de camino al aeropuerto JFK destino a París al Bar Mitzvah de su sobrino David.
Al mismo momento en Francia el empresario Víctor Pivert (Louis de Funès) de ideas tradicionales, se dirige a la boda de su hija Antoinette con el hijo de un general. Viaja con su chófer Salomón, que es judío, pero Víctor no lo sabe. Cuando se entera, le causa un gran problema y por distracción de Salomón tienen un accidente. Aquí comienzan los problemas para Pivert ya que su chófer rehúsa trabajar porque está comenzando el Sabbat, Víctor va en busca de ayuda y se encuentra con una fábrica de chicles en la que unos árabes están interrogando a un disidente político (Mohammed Larbi Slimane) del mismo país.
Esto desemboca en una persecución que llega hasta el día siguiente en el aeropuerto de París, al cual llegaba Rabbi Jacob y donde le esperaban familiares. Víctor y Slimane se topan con dos rabbis a los cuales les quitan la ropa, patillas y barbas para ponérselos ellos, por esto los familiares de rabbi Jacob lo confunden y lo tratan como a tal.
Con la policía y los árabes detrás de ellos se dirigen al barrio judío, en el cual se encuentran con Salomón quien les ayuda en varios momentos hasta sacarlos de ahí y hacer que sigan con su camino.

## Personajes
- Louis de Funès: Víctor Pivert (pájaro carpintero, en español)
- Claude Giraud: Mohamed Larbi Slimane
- Henri Guybet: Salomón
- Suzy Delair: Germaine Pivert
- Renzo Montagnani: Farès
- Claude Piéplu: El comisario Andréani
- Marcel Dalio: Rabbi Jacob
- Janet Brandt: Tzipé Schmoll
- Miou-Miou: Antoinette Pivert
- Popeck: Moïshe Schmoll
- Lionel Spielman: David Schmoll
- Denise Provence: Esther Schmoll
- Malek "Eddine" Kateb: Aziz
- Xavier Gélin: Alexandre
- Jacques François: Jean-François, el general
- André Falcon: El ministro
- Roger Riffard: Un inspector
- André Penvern: Un inspector
- Michel Duplaix: Un inspector
- Pierre Koulak: Uno de los hombres de Farès